# Stenogymnocnemia ismayi
Stenogymnocnemia ismayi is een insect uit de familie van de mierenleeuwen (Myrmeleontidae), die tot de orde netvleugeligen (Neuroptera) behoort. 
Stenogymnocnemia ismayi is voor het eerst wetenschappelijk beschreven door New in 1990.